# Bryan Guinness, II barone Moyne
Bryan Walter Guinness, II barone Moyne (27 ottobre 1905 – Ludgershall, 6 luglio 1992), è stato un nobile, avvocato, poeta e scrittore britannico.

## Biografia

### Giovinezza ed educazione

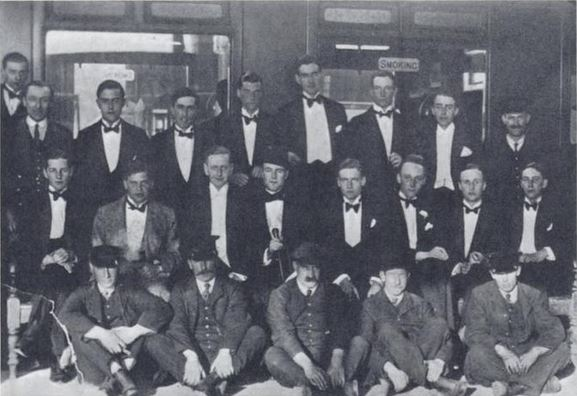
Railway Club di Oxford. Da sinistra a destra, indietro: Henry Yorke, Roy Harrod, Henry Weymouth, David Plunket Greene, Harry Stavordale, Brian Howard. Fila centrale: Michael Rosse, John Sutro, Hugh Lygon, Harold Acton, Bryan Guinness, Patrick Balfour, Mark Ogilvie-Grant e Johnny Drury-Lowe.

Era il figlio di Walter Guinness, I barone Moyne, e di sua moglie, Lady Evelyn Stuart Erskine, figlia di Shipley Erskine, XIV conte di Buchan. Frequentò la Heatherdown School, vicino ad Ascot, l'Eton College e il Christ Church di Oxford.
A Oxford, Guinness faceva parte del Railway Club.
Come erede della fortuna dei Guinness e un giovane affascinante, Bryan era considerato uno "scapolo d'oro". Uno dei "Bright Young Things", è stato un organizzatore della mostra d'arte "Bruno Hat" del 1929, tenutasi nella sua casa di Londra.

### Carriera
Durante la seconda guerra mondiale, Guinness prestò servizio per tre anni in Medio Oriente con la missione Spears al Free French, con il grado di maggiore. Poi, nel novembre del 1944, Guinness succedette alla baronia quando suo padre, fu assassinato al Cairo.
Dopo la guerra, Lord Moyne è stato membro del consiglio di amministrazione della Guinness Corporation come vicepresidente (1947-1979), del Guinness Trust e dell'Iveagh Trust e come membro nella Camera dei lord. Ha lavorato per 35 anni come fiduciario della National Gallery of Ireland e ha donato diverse opere alla galleria. Ha scritto numerosi romanzi, memorie, libri di poesia e opere teatrali criticamente applauditi. Con Frank Pakenham cercò il ritorno del "Lane Bequest" a Dublino, con conseguente accordo di compromesso del 1959. È stato investito come membro della Royal Society of Literature.

## Matrimoni

### Primo Matrimonio
Sposò, il 30 gennaio 1929, Diana Mitford (17 giugno 1910-11 agosto 2003), figlia di David Freeman-Mitford, II barone Redesdale. Ebbero due figli:
- Jonathan Guinness, III barone Moyne (16 marzo 1930);
- Desmond Walter Guinness (8 settembre 1931)

Tuttavia, divorziarono nel 1933, dopo che Diana abbandonò Guinness per il leader fascista britannico Sir Oswald Mosley.

### Secondo Matrimonio
Sposò, il 21 settembre 1936, Elisabeth Nelson (27 aprile 1912-19 gennaio 1999), figlia del capitano Thomas Nelson. Ebbero nove figli:
- Rosaleen Elisabeth Guinness (7 settembre 1937), sposò Sudhir Jayantilal Mulji, ebbero quattro figli;
- Diarmid Edward Guinness (23 settembre 1938-15 agosto 1977)
- Fiona Evelyn Guinness (26 giugno 1940);
- Finn Benjamin Guinness (26 agosto 1945), sposò Mary Wilson Price, ebbero un figlio;
- Thomasin Margaret Guinness (16 gennaio 1947);
- Kieran Arthur Guinness (11 febbraio 1949), sposò Vivienne van Amerongen, ebbero tre figli;
- Catriona Rose Guinness (13 dicembre 1950);
- Erskine Stuart Richard Guinness (16 gennaio 1953), sposò Louise Dillon-Malone[7], ebbero cinque figli;
- Mirabel Jane Guinness (8 settembre 1956), sposò Patrick Ian Helme, ebbero quattro figli.

## Morte
Lord Moyne morì il 6 luglio 1992 a Biddesden, la sua casa nel Wiltshire.